# Oligosita manii
Oligosita manii är en stekelart som beskrevs av Gennaro Viggiani 1981. Oligosita manii ingår i släktet Oligosita och familjen hårstrimsteklar. Inga underarter finns listade i Catalogue of Life.